# Deen (zanger)
Fuad Baković, beter bekend onder zijn artiestennaam Deen (Sarajevo, 4 december 1982), is een Bosnische zanger.

## Loopbaan
Op zijn twaalfde nam Fuad al zijn eerste nummer op, waarna hij werd opgemerkt door de Bosnische muziekwereld. In 1997 werd hij gevraagd om leadzanger te worden van de groep Seven Up, waarmee hij twee albums opnam. Een jaar later zong hij in de Carmina Burana. In 2000 besloot Deen verder te gaan als soloartiest. Al snel haalde hij de hitlijsten in Bosnië en omringende landen.

## Prijzen
Deen heeft een aantal prijzen gewonnen. In 2002 ontving hij 7 Oscar Popularnosti (de Bosnische Edisons), waaronder die voor beste zanger, beste album en beste single van het jaar.
Deen nam meerdere malen deel aan de nationale voorrondes voor het Eurovisiesongfestival. In 1999 werd hij met de groep Seven Up derde met het nummer Daj Spusti Se. In 2001 bereikte hij als soloartiest een zesde plek, in 2003 een tweede. In 2004 werd Deen uiteindelijk gekozen als Bosnische deelnemer aan het Eurovisiesongfestival en werd hij uitgezonden naar Istanboel.

## Eurovisiesongfestival
Deen deed namens Bosnië en Herzegovina mee aan het Eurovisiesongfestival 2004 met het nummer In the disco. Het wordt een hommage aan de discomuziek genoemd. Vanwege de grote gelijkenis van het lied met de muziek van Donna Summer is het (evenals ook Deen zelf) vaak onderwerp van verhitte discussies geweest. Het liedje In the disco belandde uiteindelijk op de negende plaats.
De componist van het nummer, Vesna Pisarović, deed in 2002 namens Kroatië zelf mee aan het Eurovisiesongfestival. Ze eindigde met Everything I Want op de elfde plaats. De inspiratie voor In the disco kreeg ze naar eigen zeggen in een discotheek in Sarajevo, waar ze samen met Deen uitging.
In 2016, twaalf jaar na zijn eerste deelname, keerde Deen terug naar het Eurovisiesongfestival. Hij mocht Bosnië en Herzegovina voor een tweede maal vertegenwoordigen, ditmaal samen met Dalal Midhat-Talakić, Ana Rucner en Jala. Bosnië en Herzegovina werd uitgeschakeld in de halve finale, en dat voor het eerst in de geschiedenis.
1993: Fazla · 
1994: Alma & Dejan · 
1995: Davor Popović · 
1996: Amila Glamočak · 
1997: Alma Čardžić · 
1999: Dino & Béatrice · 
2001: Nino Pršeš · 
2002: Maja Tatić · 
2003: Mija Martina · 
2004: Deen · 
2005: Feminnem · 
2006: Hari Mata Hari · 
2007: Marija Šestić · 
2008: Laka · 
2009: Regina · 
2010: Vukašin Brajić · 
2011: Dino Merlin · 
2012: Maya Sar · 
2016: Dalal & Deen feat. Ana Rucner & Jala
- International Standard Name Identifier: 0000 0004 0657 745X
- MusicBrainz: 44e91847-6fdc-4be4-b830-14e903a7481b
- Virtual International Authority File: 305624624